# Elswick (Lancashire)
Elswick est un village et une paroisse civile du Lancashire, en Angleterre.